# Janko Komljanec
Janko Komljanec, slovenski duhovnik, mučenec in kandidat za svetnika, * 24. junij 1892, Bučka, † 17. junij 1942, Hmeljnik.

## Življenje in delo
Janko Komljanec je maturo opravljal na Gimnaziji Novo mesto in se nato kmalu posvetil šolanju za duhovniški poklic. Leta 1916 je v domači župniji bral novo mašo. 26. avgusta 1925 je bil nameščen za kaplana v Župniji Prečna, leta 1937 pa je bil tam imenovan za župnika. Komljanec je slovel kot izredno razgledan duhovnik in sposoben organizator. V župniji je ustanovil kmečko hranilnico in posojilnico ter spodbujal razvoj fantovskih in dekliških katoliških društev, posebej Katoliške akcije. Leta 1937 je organiziral farane, da so s skupnimi močmi obnovili stavbo stare šole in ustanovili sodoben prosvetni dom.

## Okupacija in Komljančev odnos do totalitarizmov
Aprila 1941 je Župnijo Prečna, kot ostale kraje v Ljubljanski pokrajini, okupirala vojska fašistične Kraljevine Italije. Ker so kraji okoli Novega mesta ležali tik ob načrtovani novi meji med nacistično Nemčijo in Mussolinijevo Italijo, so nekateri domačini, še posebej komunisti pod vplivom Pakta Ribbentrop-Molotov, tam močno agitirali za vključitev v Tretji rajh. Ko so lokalni aktivisti v ta namen na cerkveni zvonik v Zalogu obesili zastavo s kljukastim križem, jo je Janko Komljanec ob pomoči Marjana Tršarja osebno odstranil. Marjan Tršar se spominja:
Kaj ste čisto ponoreli, sva jih pogovarjala z župnikom Koljancem, ali ne vidite, da s tem samo izzivate italijansko maščevanje [...] - a šele v mraku sva se upala zlesti do line, da jo odstraniva. [...] Zastonj je župnik Komljanec za božjo voljo rotil ljudi, naj se spametujejo. Vsak okupator da je zlo, naj bo ta ali oni - toda Boga bi morali zahvaliti, da nismo prišli pod hujše zlo, pod Nemce.
Komljanec je večkrat javno dokazal svoje trdno slovensko narodno prepričanje in k temu na tajnih sestankih spodbujal mlade fante v svoji župniji. Po pričevanju enega od njih, takrat 19-letnega Ivana Derganca iz Češče vasi, je Komljanec na enem od takih sestankov izjavil:
Italijanski fašizem bo prvi propadel, nato bo poražen nemški nacizem, ker mu nasprotuje skoraj ves svet. Za tem pa bodo tla ugodna za razvoj ruskega komunizma v svetovnem merilu. A ko bo na vrhuncu svoje moči, se bo sam zrušil, ker nima ne duhovne ne materialne podlage. Do takrat pa je še daleč in malokdo izmed nas bo to dočakal.
Komljanec je kot razgledan katoliški duhovnik z znanjem več tujih jezikov dobro poznal metode vseh treh tedanjih evropskih totalitarnih sistemov in jih odločno zavračal. Ko so Nemci izseljevali Slovence iz pasu med Krškim in Brežicami, so bili med njimi tudi mnogi njegovi bižnji sorodniki: njegov brat in dve sestri so se pred izselitvijo rešili z begom v Prečno, kjer so nato kot begunci stanovali v župnišču. Pisma, ki so jih prisilni izseljenci iz Nemčije pošiljali domov, je Komljanec pogosto bral faranom kar s prižnice, pri čemer je javno obsojal tako naciste kot komuniste, ki so v prvih mesecih okupacije odkrito sodelovali.
Odnos Janka Komljanca do italijanskih okupacijskih oblasti dobro prikazuje pričevanje njegovega organista Ivana Riglerja. Ko so Italijani začeli za vožnjo s kolesom izdajati posebne dovolilnice, je Komljanec na to odvrnil:
Okupatorju se ne bom klanjal, raje sem brez kolesa in hodim peš.
V skladu s papeško okrožnico papeža Pija XI. Divini Redemptoris je bil Komljanec tudi oster nasprotnik komunizma in posledično skeptičen do Osvobodilne fronte (OF), ki je do poletja 1942 s svojimi ravnanji na območju Ljubljanske pokrajine že jasno izkazovala povsem komunistični revolucionarni značaj. Ne glede na to je šel intervenirat na vojaško komando v Novo mesto, ko so Italijani aretirali Frančka Sajeta (1921–1999), lokalnega komunista in kasnejšega zgodovinarja, ki ga je Komljanec v mladih letih poučeval. Saje je bil po Komljančevem posredovanju izpuščen na prostost, kasneje pa naj bi celo sodeloval pri umoru župnika.
Komljanec je bil prepričan, da so partizani-komunisti »hujši kot Nemci, ker [lastnemu] narodu delajo nasilje«, ker so od prečenskih kmetov, trgovcev in obrtnikov zahtevali denar in živila, ob tem pa grozili s smrtjo, in ker so Nemci v odgovor na partizanske akcije pobijali civiliste in uničevali njihove domove. Komunistom je očital, da za agitacijo izrabljali fantiče, stare od 16 do 17 let, ki so bili zaradi nedoraslosti za komunistično propagando posebej dovzetni in jih »zločinci vežbajo za zločinska dela in jih vzgajajo za komunistično gardo«.
Aprila 1942, ob partizanski umor mladega Janeza Murglja iz Kamenc, predvojnega jugoslovanskega orožnika, ki se je zgodaj pridružil partizanom, a je njihove vrste prav tako rano zapustil, je Komljanec ugotavljal, da okupacijske oblasti niso storile nič za zaščito prebivalstva pred partizanskim terorjem.
Že omenjeni Franček Saje v svojem obsežnem delu Belogardizem opisuje Komljančevo zelo zavzeto protipartizansko delovanje: »Župnika Janka Komljanca iz Prečne je celo kaplan Franc Mahlovrh-Breznik, poklicni belogardistični organizator, 'obsojal  [...], ker  je s svojimi  govori netil državljansko  vojno'.  Res je bil tako žolčen v svojih  pridigah, da ga mnogi pobožni ljudje niso mogli več prenašati.« (Saje 1952: 178). 
V Prečni je »Janko Komljanec sredi maja 1942 kar javno nagovarjal moške, naj se priključijo Mihailovićevim četnikom. Komljančev zaupnik Jože Murgelj z Daljnega vrha je o tem povedal: "Komljanec je prišel pred cerkev, ko smo šli ravno od maše, in naročil, naj pridemo v dvorano. Ko smo prišli v dvorano (prosvetnega doma – op. S. F.), nas je bilo okrog trideset moških in je rekel Komljanec, da sta sedaj tukaj dve stranki, in sicer partizani in mihailovičevci. Nadalje je rekel, da so prišli iz Srbije trije Mihailovićevi oficirji in da imajo logor nekje na Gorjancih. Rekel je: 'Fantje, komur so tla vroča pred partizani, naj se javi v Mihailovićevo vojsko.'"« (Saje 1952: 269)
Komljanec je bil vključen v obveščevalno službo proti partizanom, o čemer priča pismo kaplana Nandeta Babnika - Okija, naslovljeno na Komljanca 26. maja 1942: »Prečastiti gospod župnik! Prečna. Po nalogu komandanta četniških odredov jugoslovanske vojske Vas prosim, da z vso vestnostjo, naglico in točnostjo zberete zanesljive podatke o gibanju partizanov v vašem okolišu. Predvsem: koliko jih je, kje so, kakšno orožje imajo, do kam seže območje njihovih patrulj. To poročilo moramo imeti do srede zvečer. Pošljite poročilo po gdč. Željkotovi (članici KA iz Cegelnice - op. S. F.) ali, če po njej ni mogoče, v trafiko Škerlj nasproti srezkega načelstva v Novem mestu ali meni v samostan Šmihel. To naj bo zaenkrat. Za naprej se bomo posebej pomenili. Prosim Vas, preč. g. župnik, oglasite se o priliki čim prej v trafiki Škerlj pri g. Škerlju pod geslom: vrečica-miki! Torej do jutri zvečer poročilo! preberite in uničite!« (Saje 1952: 273)
Sodeloval naj bi tudi pri umoru treh partizanov: »V nedeljo proti večeru je odšla s Kala v Češčo vas tričlanska patrulja: Tone Ilovar iz Novega mesta, Alojz Novšak z Grčvrha pri Mirni peči in Miklič, sin mlinarja na Radulji pod Trebelnem. Na poti je ta trojica naletela na šentrupertske belogardiste, ki so jo zajeli in proti jutru 15. junija zaklali. Zaklane partizane so ljudje našli šele čez kakih deset dni v neki grapi, pokrite z dračjem, ter jih dostojneje pokopali kar v gozdu. Po izjavi več prič je pri tem umoru kumoval tudi župnik Komljanec, saj je zgodaj zjutraj prišel iz gozda, kjer se je zgodil zločin. Nato se je odpeljal maševat na podružnico v Dol. Stražo, potlej odhitel v Novo mesto in se vrnil z akademikom Ivanom Mihevcem, da bi mu pomagal pri belogardistični mobilizaciji. Dopoldne pa je župnik Komljanec, očitno zaradi slabe vesti, kmetu Janezu Parklju iz Prečne, ki ga je zjutraj videl prihajati z morišča, pripovedoval, da mu je davi komandant belogardistov povedal, da so ponoči ujeli tri partizane in jih ubili. Parkelj je pred sodiščem z začudenjem pristavil: "Zakaj je komandant prišel to povedat Komljancu, ne vem; videti pa je bilo, da sta imela že zvezo, če mu je to pravil."« (Saje 1952: 291) 

## Mučenje in umor
Zaradi odkritega protikomunističnega prepričanja in vpliva, ki ga je imel na farane, so lokalni partizani in terenci OF začeli kmalu načrtovati njegovo odstranitev. Pri tem naj bi prednjačil lokalni šolski upravitelj Alojz Colja. V začetku maja 1942 je Komljanec tako prejel njihovo prvo grozilno pismo, iz katerega je bila razvidna »smrtna obsodba«. Poleg Komljanca so komunisti mimo vseh zakonov in brez dokazov obsodili na smrt tudi cerkvenega organista Ivana Riglerja, župnijskega pomočnika, 20-letnega Alojza Pašiča, učiteljico Milko Borse ter brata Antona in Alojza Murglja. Komljanec je kljub vedno resnejšim grožnjam namenoma vztrajal v Prečni in še naprej spal v župnišču, saj je menil, da je v takih časih njegova prisotnost za farane pomembnejša kot kdajkoli prej. Ivan Dolenec, Komljančev prijatelj in ravnatelj Novomeške gimnazije, v Slovencu z dne 17. junija 1943 piše, kako so v Novem mestu šele v začetku junija 1942 zvedeli, da OF Komljancu grozi s smrtjo. Dolenec navaja, da je Komljanca s prijateljem obiskal 7. junija 1942 in ga skušal prepričati, naj se pred grožnjami vsaj začasno umakne. Komljanec je na predlog odvrnil: 
Če Bog potrebuje moje življenje, bom ostal živ. Če ga pa ne potrebuje, bom umrl.
Komljanec je tako ostal na svojem mestu v prečenskem župnišču, kljub dejstvu, da je nekajkrat komaj ušel partizanski zasedi, vse do večera 15. junija 1942. Tega dne okoli pol desetih zvečer je k župnišču prispela skupina oboroženih partizanov. Izropali so župnišče in s sabo odpeljali Komljanca ter župnijskega delavca Alojza Pašiča. Kmalu so ju začeli pod bližnjim kozolcem zasliševati in pretepati, nato pa so ju odvedli na Kal pri Prečni. Na Daljnem Vrhu pri Prečni so od doma iztrgali še Antona in Alojza Murglja, katoliška kmečka fanta, ter ju pridružili skupini. Vsi štirje so bili ubiti 17. junija 1942 in zakopani v skupni grob v neposredni bližini gradu Hmeljnik. Šele 3. aprila 1943 so bila vsa štiri trupla izkopana, ob prisotnosti sanitetnega referenta, zdravnika dr. Korbarja. 4. aprila 1943 so bile žrtve slovesno pokopane, pogreba se je udeležilo nad 2000 faranov Prečne.
Partizanske razloge za likvidacijo Komljanca navaja Franček Saje v knjigi Belogardizem. Komljanec »je še isti dan [15. junija 1942] popoldne belogardistom v prečenski občini pismeno sporočil, da se v njihovi fari nahaja vojska generala Mihailovića. Pozval jih je, naj se tudi oni odzovejo pozivu ter odidejo v borbo proti partizanom. Zavoljo tega naj zvečer pridejo na razgovor v župnišče. Eno pismo, naslovljeno na Franca Somraka, kmetskega sina s Kala, je prišlo v roke tudi partizanom. […] 
Partizani so sklenili, da morajo to Komljančevo namero za vsako ceno preprečiti. V mraku se je pri Komljancu v župnišču res zbralo nekaj belogardističnih somišljenikov iz prečenske fare, oboroženi Šentrupertčani pa so okrog župnišča postavili straže in zasede. Ko so zvečer prišli v Prečno tudi partizani, da razbijejo sestanek in aretirajo župnika kot kolovodjo belega izdajstva, so jih ljudje opozorili na zasede. Partizanski oddelek je počakal na odhod oboroženih belogardistov in nato stopil v župnišče. Tu so partizani našli samega župnika Komljanca s kupom belogardističnih letakov, noticami s sestanka in s skiciranim govorom. Po teh beležkah je Komljanec še pred dobre pol ure prečenskim članom Katoliške akcije in drugim zvestim fantom naročal, da morajo budno zasledovati vse pristaše osvobodilnega gibanja. V duhu pisanja 'Svobodne Slovenije' in govorov dr. Kreka iz Londona jim je zatrjeval, da so vsi partizani obsojeni na smrt ter da general Mihailović to že izvršuje v krajih, kjer ima oblast.
Partizanska patrulja je župnika Komljanca aretirala. Čez dva dni ga je naglo vojno sodišče z njegovimi sodelavci na Hmeljniku obsodilo na smrt zaradi organiziranja belogardističnega izdajstva in posrednega sodelovanja ter odobravanja umora treh partizanov.« (Saje 1952: 291–92)
Janko Komljanec ni molčal o nobenem od vseh treh totalitarizmov. S tem je bil skrajno moteč za komunistične revolucionarje, ki so ga zato umorili, nato pa demonizirali.

## Postopek za beatifikacijo
Janko Komljanec je eden od slovenskih mučencev 20. stoletja, za katerega je Katoliška cerkev v Sloveniji pri Svetem Sedežu vložila postopek za beatifikacijo in svetništvo.